# خوزه لوئیس مادرید
خوزه لوئیس مادرید (اسپانیایی: José Luis Madrid‎؛ ۱۱ آوریل ۱۹۳۳ – ۱۹ ژوئیه ۱۹۹۹) کارگردان فیلم، فیلم‌نامه‌نویس و تهیه‌کننده فیلم اهل اسپانیا بود.
از فیلم‌ها یا مجموعه‌های تلویزیونی که وی در آن‌ها نقش داشته است می‌توان به آخرین تانگو در مادرید اشاره نمود.